# Kolektiv
Kolektiv je skupnost ljudi, ki jih povezuje skupno delo ali skupni interesi. Po navadi se beseda uporablja pri delovnih organizacijah.